# امیلی لیتل
امیلی لیتل (به انگلیسی: Emily Little) ژیمناست زادهٔ ۲۹ مارس ۱۹۹۴ میلادی اهل کشور استرالیا است.